# Gare de Parry Sound
La  gare de Parry Sound à Parry Sound est desservie par Via Rail Canada. Il existe deux gares à Parry Sound, situées à 300 mètres l'une de l'autre: La gare du Canadien National, et celle du Canadien Pacifique appelée Parry Sound station gallery. Les deux sont utilisées, l'une pour le service vers l'est, et l'autre pour le service vers l'ouest.